# 吸血鬼之避世—絕唱
《吸血鬼：避世血族—绝唱》是一款在2022年5月19日發行於Microsoft Windows、任天堂Switch、PlayStation 4、PlayStation 5、Xbox One、Xbox Series X/S上的角色扮演遊戲，由Big Bad Wolf開發並由Nacon發行。遊戲改編自桌上角色扮演遊戲《吸血鬼之避世潜藏》（《黑暗世界》系列的一部分）。

## 內容與玩法

### 遊戲玩法
《吸血鬼之避世—絕唱》是一部單人角色扮演遊戲。隨著遊戲故事推進，玩家將在三名吸血鬼角色間穿梭。不同吸血鬼擁有不同技能，玩家可根據自己的偏好升級吸血鬼技能和解鎖不同能力。解鎖能力會影響角色在探索世界時可進行的交互，如撬鎖和駭入系統。玩家必須小心，以避免在人類面前暴露自己吸血鬼的身份。
遊戲過程中，將出現不同的處境，會有不同的選項，這些選項沒有對與錯。玩家需要進行道德選擇，以推展故事劇情。

### 背景故事
《絕唱》的背景設定於黑暗世界中的波士頓。那裡的吸血鬼需要遵守吸血鬼派系「卡玛利拉」所定下的戒條，當中的第一規條為「避世」，亦即避免自己的身份被人類發現。皆因「卡玛利拉」努力隱藏真相並監督其成員的行為，無人類得知有吸血鬼的存在。遊戲開始時，新上位的波士頓吸血鬼亲王，外號「天鵝」的黑佐兒·艾佛森（Hazel Iversen）將波士頓和哈特福統一起來來鞏固「卡玛利拉」，並舉辦派對以慶祝統一。派對當中，她宣佈會為當地吸血鬼提供穩定的血液來源，避免重蹈「倫敦淪陷」事件（第二宗教裁判所，即一個吸血鬼獵人組織血洗倫敦）覆轍。然而，一位不速之客屠殺了派對中的吸血鬼。
故事講述了三名過百歲，來自不同氏族的吸血鬼：波士頓中最年長、最令人生畏，來自梵卓族的蓋列博；擁有磁性魅力，來自妥芮朵族的伊嫚；比其他兩人悲慘，依靠血液混合物生存，來自末卡维族的萊莎。三位均有不同的故事，對「卡玛利拉」統治的看法也有所不同，但都在調查派對大屠殺的真相。

## 開發與發行

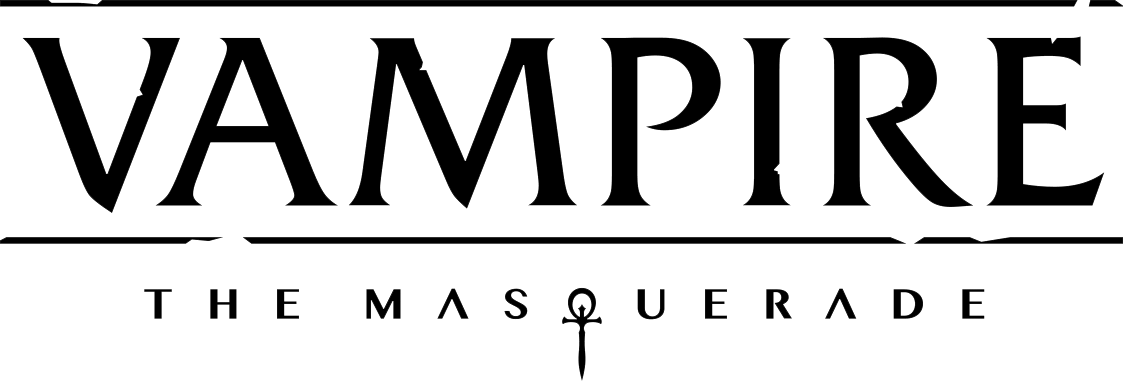
桌上遊戲《吸血鬼之避世潜藏》（《絕唱》改編自此）第五版的标志

《吸血鬼之避世—絕唱》由Cyanide子公司Big Bad Wolf開發，設計師為Clément Plantier。遊戲基於白狼遊戲推出的桌上角色扮演遊戲《吸血鬼之避世潜藏》第五版改編，背景描繪出自《Dark Colony》和《Giovanni Chronicles》。開發者認為改編為角色扮演遊戲乃最佳選擇，一是有利於他們敘述故事，二是能令到玩家自由地遊玩，規劃角色成長。Plantier指出他們將桌上游戲的機制例如饑餓值，血含量等融入到《絕唱》當中。而遊戲設計專注於有不同選擇，以及其所引致的不同後果。他還說到即使該遊戲參考了《吸血鬼之避世潜藏》以及另一部電子遊戲《吸血鬼之避世－血族》，遊戲設計上也能令不熟悉該系列的玩家淺而易懂。
《絕唱》在2019年5月公佈開發，後於Paradox Interactive舉辦的PDXCon上披露更多相關細節。遊戲原定於2021年發行，但因2019冠狀病毒病疫情而兩度延遲。最终於2022年5月19日發行在Microsoft Windows、任天堂Switch、PlayStation 4、PlayStation 5、Xbox One、Xbox Series X/S上。

## 外部連結
- 官方网站